# Manifeste du 29 avril 1881
Le Manifeste du 29 avril 1881 (le 11 mai 1881 dans le calendrier grégorien) dit aussi le Manifeste d'Alexandre est un document publié par l'empereur Alexandre III de Russie réaffirmant la légitimité de l'autocratie au tout début de son règne.

## Description
Il est préparé par le procureur-général du Saint-Synode Constantin Pobiedonostsev, ancien précepteur de l'empereur, et Katkov, connus pour leurs opinions conservatrices.
Il est publié quelques semaines après l'assassinat du père de l'empereur, Alexandre II, par le groupe terroriste Narodnaïa Volia et quelques jours après l'exécution des régicides. 
Ce document, qui a un caractère solennel, détermine l'orientation à venir du régime, tournant le dos aux visées libérales du précédent règne et préparant la voie à des contre-réformes.
Il est lu en conseil des ministres — qui n'avaient pas été informés de sa teneur — par Pobiédonostsev, le jour de sa publication, qui eut lieu dans tout le pays.
Il provoque la démission des ministres libéraux : le comte Mikhaïl Loris-Melikov, ministre de l'Intérieur, Dimitri Milioutine et Abaza.

## Extrait
« Dominant Notre douleur, la voix de Dieu Nous ordonne de Nous mettre avec assurance à la tête du pouvoir absolu. Confiant en la Providence et plein d'espoir en la force et en la légitimité de l'autocratisme, Nous nous considérons comme appelé à le proclamer et à le défendre.

Nous présiderons désormais sereinement aux destinées de Notre Empire, qui ne seront plus discutées qu'entre Dieu et Nous. »